# Spitmachine

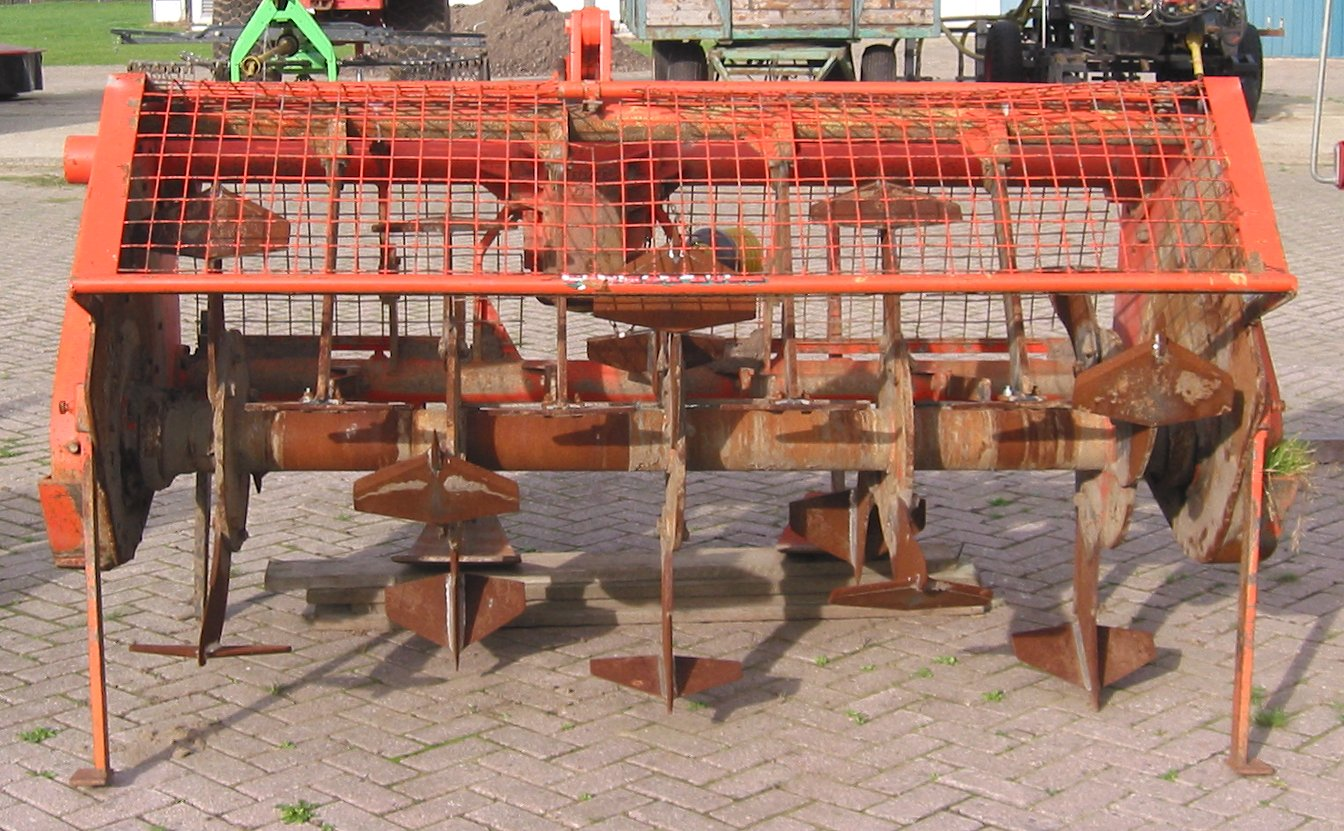
Roterende spitmachine

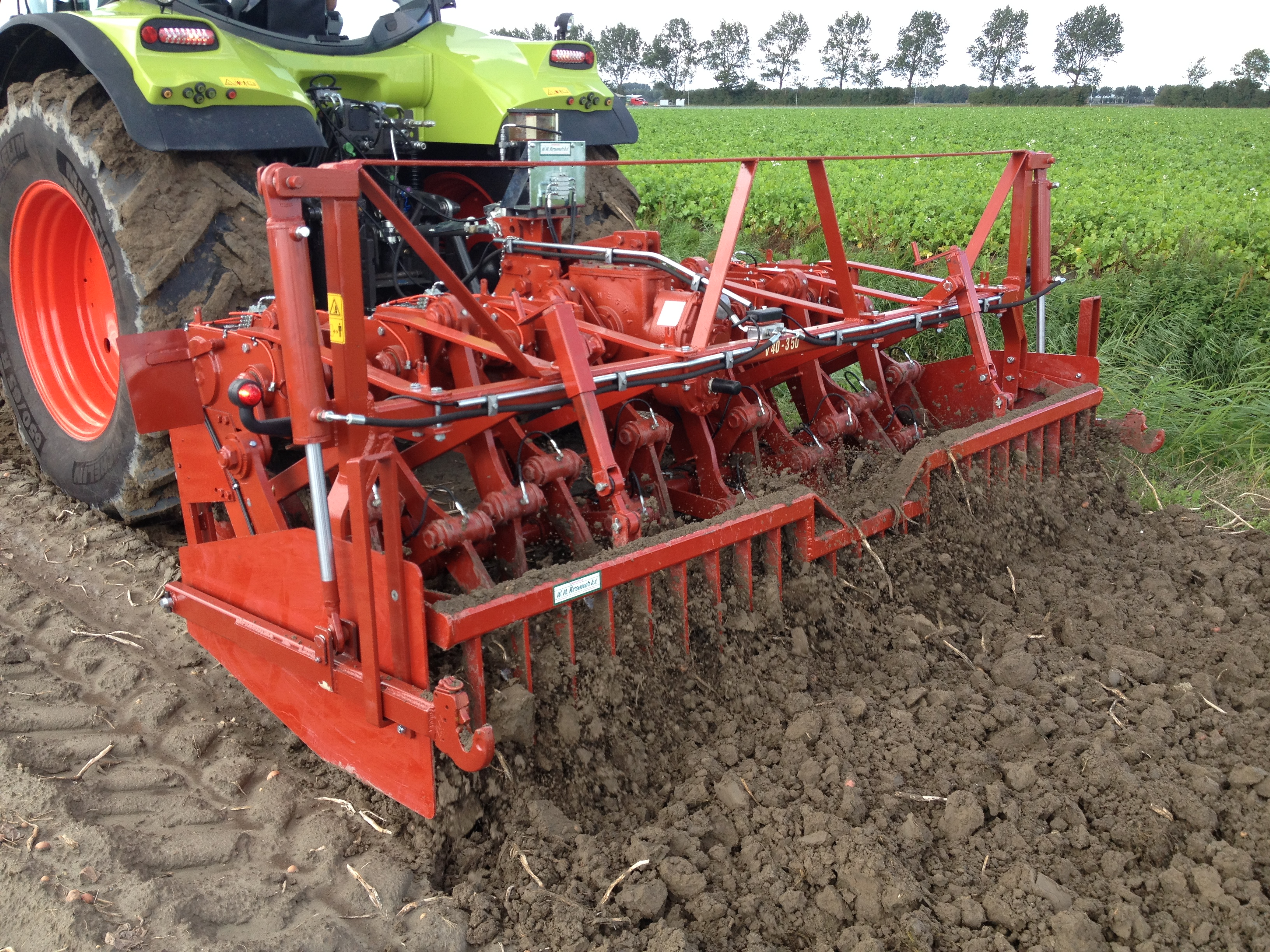
Krukasspitmachine

Een spitmachine is een landbouwwerktuig waarvan twee basismodellen bestaan, namelijk een waar de spades aan een krukas gemonteerd zijn en een andere waar deze aan een ronde as bevestigd zijn.
Spitmachines worden gebruikt om de akker te bewerken voor het planten en zaaien, of na de oogst. Doel van het spitten is de structuur van de bodem te verbeteren, gewasresten en mest onder te werken en onkruid te bestrijden.

## Krukasspitmachine
Krukasspitmachines zijn geschikt voor tweewielige tuintrekkers tot en met de allergrootste vermogensklasse. Bij de krukasspitmachine worden de spades in de grond gezet zodat deze de grond openbreken. Door het openbreken van de grond is er geen versmering van de grond onderin, het bodemleven blijft intact en ook is er een optimale drainage van de grond. De grote spitmachines zijn te combineren met verschillende voor- en nabewerkingen zoals de spitzaaicombinaties waarbij een rotorkopeg en zaaimachines achter de spitmachine wordt gehangen door middel van een hydraulysche bok. Ook wordt er weleens een frees in de fronthef van de tractor geplaatst met daarachter de krukasspitmachine en rotorkopeg; dit wordt veelal gebruikt voor het bollenplanten.

## Roterende spitmachine
Achter een tweewielige tuintrekker wordt in het geval van de roterende spitmachine veelal een frees gebruikt. Vanaf een 25 pk zware trekker kan er een roterende spitfrees worden ingezet. Tot en met de allergrootste vermogensklassen zijn roterende spitmachines beschikbaar. Een roterende spitmachine vraagt meer vermogen dan een krukasspitmachine.
Het grote verschil tussen deze twee methoden is dat de roterende spitmachine een compleet kerende en mengende werking heeft. Ook is het mogelijk dat op zware grond versmering kan optreden door de roterende werking. Op zware grond vraagt deze machine veel kracht.